# Ampolle di Lorenzini

Elettrorecettori (Ampolle di Lorenzini) e canali della linea laterale nella testa di uno squalo.

Le ampolle di Lorenzini sono speciali organi di senso posseduti dagli elasmobranchi (squali e razze) e da alcune specie di Condrostei e Dipnoi. Si trovano nella parte anteriore della testa e formano una rete di canali costituite da piccole sacche con celle piene di gel elettro-conduttivo da cui si dipartono dei piccoli tubi che si aprono sulla superficie della pelle mediante pori.
Attraverso questi organi gli squali e le razze riescono ad individuare i campi elettromagnetici prodotti da eventuali prede. Più specificamente riescono a rilevare la differenza di potenziale elettrico tra l'estremità del poro e la base delle cellule elettroricettive. La soglia di sensibilità di alcuni squali può essere anche a solo 5 nV/cm. Attraverso le ampolle gli animali sono in grado di percepire il campo magnetico terrestre, sono quindi organi usati anche per l'orientamento.

Furono scoperte e descritte da Stefano Lorenzini nel 1678.

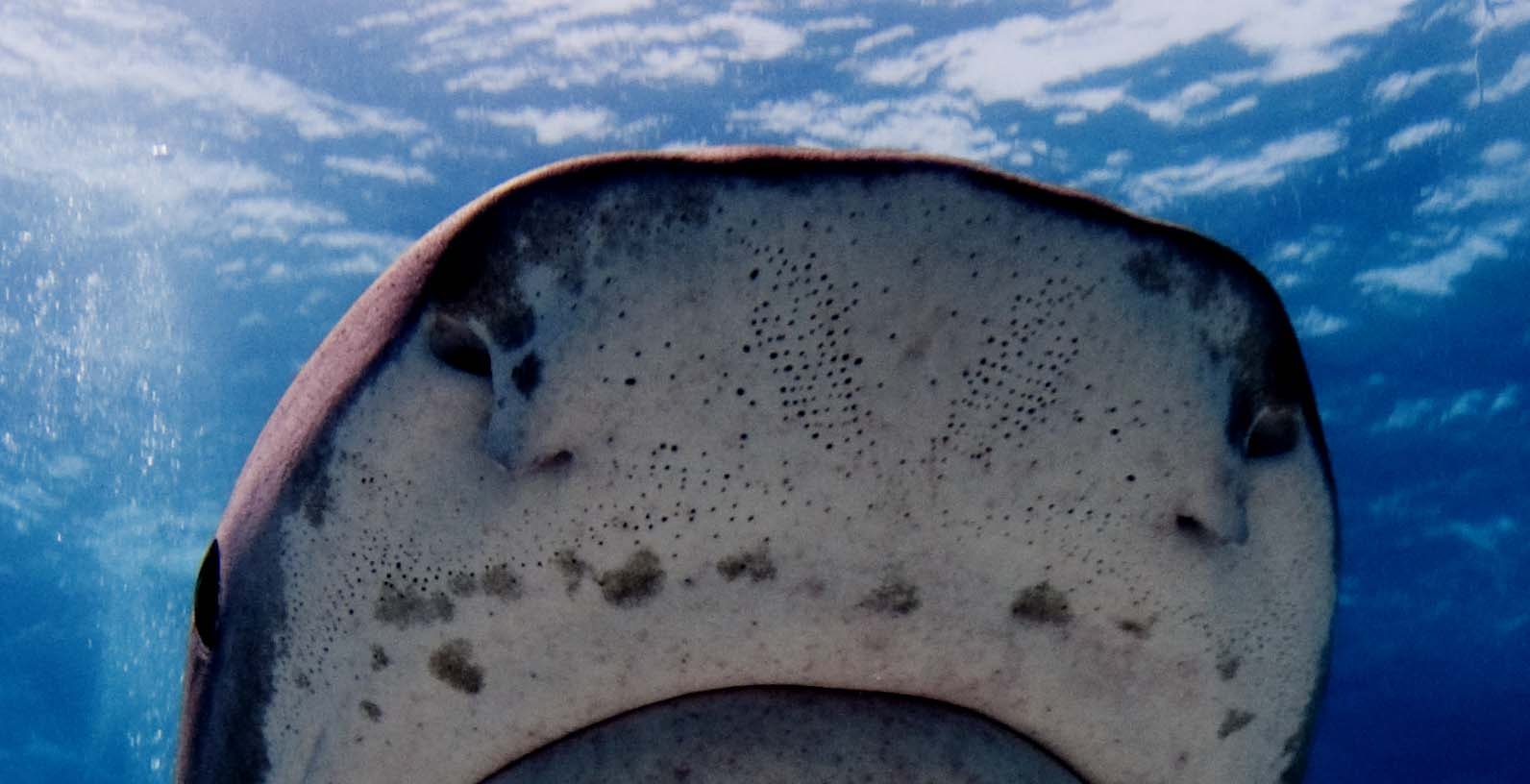
Pori delle ampolle di Lorenzini sul muso di uno squalo tigre